# شهرستان حجر
ناحیهٔ حجر (به عربی: مدیریة حجر) یک ناحیه در یمن است که در استان حضرموت واقع شده‌است.
ناحیهٔ حجر  ۲۵٬۵۶۶ نفر جمعیت دارد.